# Anjepy
Anjepy är en ort i Madagaskar.   Den ligger i regionen Analamanga, i den centrala delen av landet, 20 km öster om huvudstaden Antananarivo. Anjepy ligger 1 550 meter över havet och antalet invånare är 6 000.
Terrängen runt Anjepy är platt åt nordost, men åt sydväst är den kuperad. Anjepy ligger uppe på en höjd. Runt Anjepy är det ganska tätbefolkat, med 80 invånare per kvadratkilometer. Närmaste större samhälle är Manjakandriana, 11,5 km sydost om Anjepy. Omgivningarna runt Anjepy är huvudsakligen savann.